# 卵叶玉盘柯
卵叶玉盘柯（学名：Lithocarpus uvariifolius var. ellipticus）为壳斗科柯属下的一个变种。

## 扩展阅读
- 維基物種上的相關：卵叶玉盘柯